# Otočić Murtar
Otočić Murtar är en ö i Kroatien.   Den ligger i länet Gorski kotar, i den sydvästra delen av landet, 190 km sydväst om huvudstaden Zagreb.